# Coelotes prolixus
Coelotes prolixus är en spindelart som beskrevs av Wang et al. 1990. Coelotes prolixus ingår i släktet Coelotes och familjen mörkerspindlar. Inga underarter finns listade i Catalogue of Life.